# اولوک‌پینار (ایسجه‌حصار)
اولوک‌پینار (به ترکی استانبولی: Olukpınar) یک منطقهٔ مسکونی در ترکیه است که در ایسجه‌حصار واقع شده‌است.